# Pasantes
Pasantes ist ein Ort am Jakobsweg in der Provinz Lugo der Autonomen Gemeinschaft Galicien, administrativ ist er von Triacastela abhängig.